# Penstemon montanus
Penstemon montanus är en grobladsväxtart som beskrevs av Edward Lee Greene. Penstemon montanus ingår i släktet penstemoner, och familjen grobladsväxter. Utöver nominatformen finns också underarten P. m. idahoensis.

## Bildgalleri

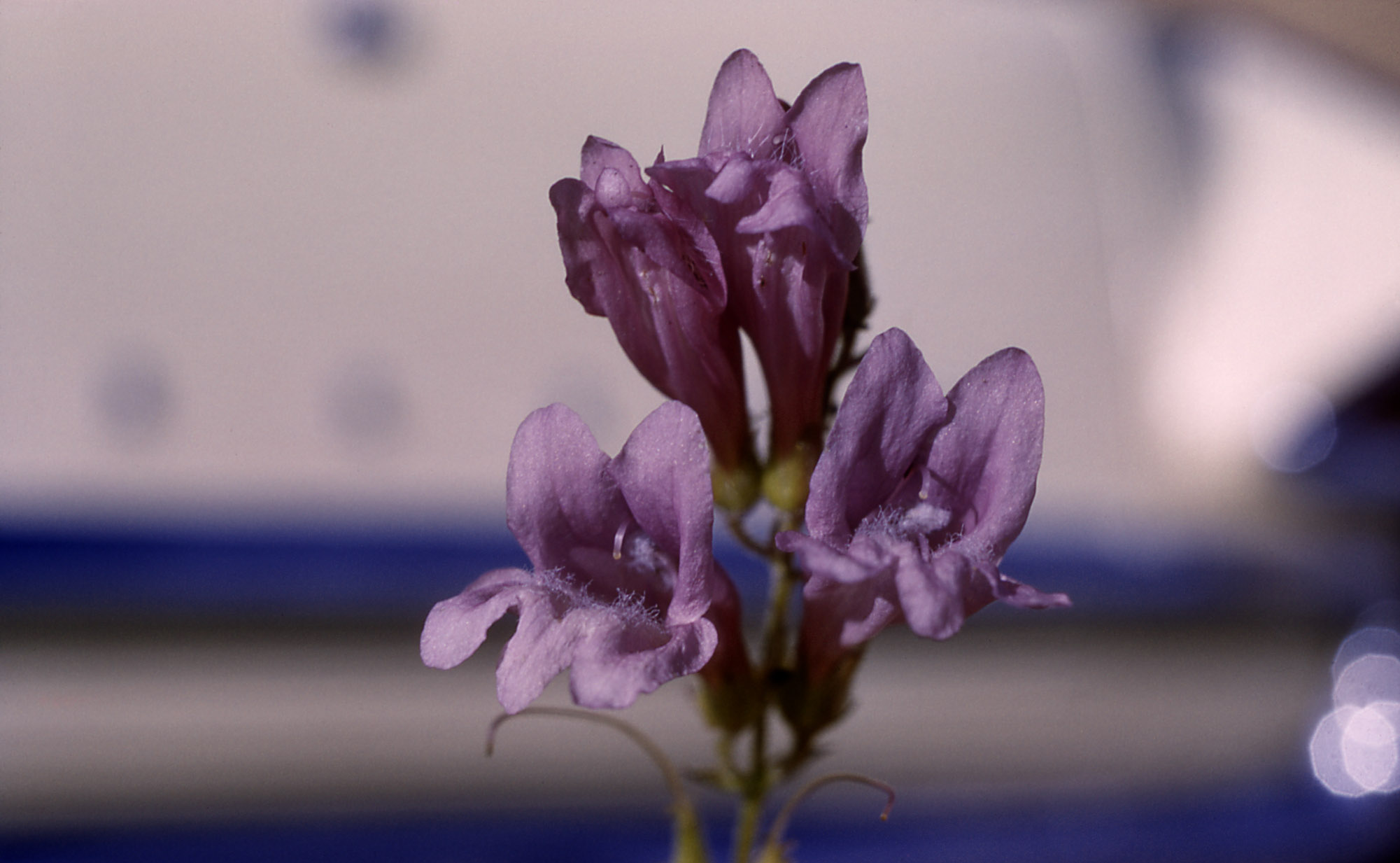